# Brown's Road Military Cemetery
Brown's Road Military Cemetery is een Britse militaire begraafplaats met gesneuvelden uit de Eerste Wereldoorlog, gelegen in de Franse gemeente Festubert in het departement Pas-de-Calais. De begraafplaats ligt langs de Rue des Cuveliers, 450 m ten zuidwesten van het centrum (Église Notre Dame). Ze werd ontworpen door Charles Holden en wordt onderhouden door de Commonwealth War Graves Commission. Het terrein heeft een onregelmatige vorm en is omgeven door een natuurstenen muur. De toegang bestaat uit een poortgebouw in natuursteen met een rondbogige doorgang en twee kleine aansluitende ruimtes. Het Cross of Sacrifice staat tegenover het toegangsgebouw aan het einde van het middenpad. De Stone of Remembrance staat rechts van het Cross tegen de noordoostelijke muur. Links van het Cross staat een schuilhuisje.
Er worden 1.071 doden herdacht waarvan er 407 niet meer geïdentificeerd konden worden.

## Geschiedenis
Festubert werd in oktober 1914 door Commonwealth troepen bezet. Op 23 en 24 november werd een Duitse aanval door Indische troepen afgeslagen. Tijdens de slag bij Festubert (mei 1915) werd een kleine terreinwinst geboekt met als gevolg dat het dorp minder te lijden had van vijandelijke aanvallen. Met uitzondering van een aanval ten zuiden van Festubert (juni 1915) bleef deze sector rustig tot aan het begin van de Slag aan de Leie op 9 april 1918. 
Het dorp werd door de 55th (West Lancashire) Division verdedigd tegen de Duitse aanvallen, ook de daaropvolgende maanden door de 1st Division en andere. Het bleef een vooruitgeschoven post voor de Britse troepen tot het begin van het geallieerd eindoffensief in september 1918.
De begraafplaats werd gestart in oktober 1914 en tot november 1917 gebruikt door gevechtseenheden en veldhospitalen (Field Ambulances). Aan het eind van de oorlog bevatte ze 299 graven maar na de wapenstilstand werd ze nog uitgebreid met graven die afkomstig waren uit de omliggende slagvelden en enkele kleinere begraafplaatsen. Deze begraafplaatsen waren: Cheyne Walk Cemetery en Le Plantin South Cemetery in Givenchy-lès-la-Bassée en Le Plantin Cemetery (Welsh Chapel) in Festubert.
Er worden 1.044 Britten, 21 Canadezen en 6 Zuid-Afrikanen herdacht.

## Graven

### Onderscheiden militairen
- Harry McKay, kapitein bij de Cameron Highlanders  en John Edmund Fenn, luitenant bij het The King's (Liverpool Regiment) werden onderscheiden met het Military Cross (MC).
- Allan E. Trembath, kapitein bij het London Regiment (Prince of Wales' Own Civil Service Rifles), R. Adamson, compagnie sergeant-majoor  bij het King's Own (Royal Lancaster Regiment), T. Swan, korporaal bij de Black Watch (Royal Highlanders), J. Fitzpatrick, soldaat bij de South Wales Borderers en J. Gill, soldaat bij het Royal Sussex Regiment werden onderscheiden met de Distinguished Conduct Medal (DCM).
- de militairen Thomas Cuerden Clayton, George King, William Lawrence, Richard MacVicar Napier, H. Sammond, E. Harte en W. Wagner ontvingen de Military Medal (MM).

### Minderjarige militairen
- de soldaten G.E. Colle en Edward V.W. Haddy van het London Regiment, N.S. Bevan van de Queen's Own (Royal West Kent Regiment), R.A. Fletcher van het Gloucestershire Regiment, R.C.A. Kitching van het Hampshire Regiment, Gilbert Smith van de South Wales Borderers en schutter Arthur Charles Paveley van het London Regiment (City of London Rifles) waren 17 jaar toen ze sneuvelden.

### Aliassen
- soldaat John Morley diende onder het alias J. Weaver bij de Connaught Rangers.
- soldaat Robert J. Broddy diende onder het alias William Matthews bij de Lord Strathcona's Horse (Royal Canadians).

### Gefusilleerde militairen
- W. Bellamy, schutter bij het King's Royal Rifle Corps werd wegens lafheid gefusilleerd op 16 juli 1915. Hij was 34 jaar.
- George Henry Lowton en Bertie McCubbin, soldaten bij de Sherwood Foresters (Notts and Derby Regiment) werden wegens lafheid gefusilleerd op 30 juli 1916.[1]